# Реколекція
Реколекції (лат. recolecto — на ново збирати) — в католицизмі — кількаденний період, присвячений духовному відновленню через молитву, конференції та сповідь.
Церква пропонує робити час від часу реколекції — перегляд своєї «колекції думок», переглянути, чого у душі забагато, а чого, можливо, не вистачає; може, щось треба придбати, а чимось, можливо, поділитися. 
Апостол Петро після того, як Дух Святий зійшов на нього, своєю однією проповіддю спричинився до охрещення 3 тисяч людей. 
Важливо кожному задуматись над питанням: «Хто я є?». Не над тим, що я роблю, скільки беру, скільки даю, а хто я насправді є. Адже те, що ми робимо, може бути великим в очах наших батьків, друзів, але в очах Божих воно є мізерним. Не дивімося на себе під кутом: скільки я жертвую чи роблю, а під кутом — ким є той, хто діє так, чи інакше. Богові «непотрібне» те, що ми робимо, а потрібні ми. Суттю Літургії є перемінити мене і тебе. Тому молитва епіклезіс в Анафорі звучить: «Зішли Духа Святого на нас і на ці передлежачі дари». Якщо ми не дозволимо Духові Святому, щоб міняв нас, то Літургія для нас ніби і не відбудеться. Хліб і вино перемінились, а ми, які прийшли, такі й пішли. Завжди ставмо собі мету: «Я не можу вийти з храму, з Літургії таким, яким я сюди прийшов».